# Therapiefreiheit
Therapiefreiheit bezeichnet einen Grundsatz in der medizinischen Behandlung, nach dem einem Arzt aufgrund seiner fachlichen Kompetenz grundsätzlich die freie Wahl der Behandlungsmethode zusteht, die er dem Patienten vorschlagen will.
Prinzipiell hat der Leistungserbringer einen breiten Ermessensspielraum bei der Wahl derjenigen Therapie, die ihm medizinisch notwendig erscheint. Er muss sich jedoch am jeweils aktuellen naturwissenschaftlichen Erkenntnisstand orientieren und die gebotene Sorgfalt walten lassen.  Wenn für eine (lebensbedrohliche) Krankheit kein allgemein anerkanntes Therapieverfahren existiert, müssen von der gesetzlichen Krankenversicherung sogar Heilmethoden erstattet werden, deren Wirksamkeit noch nicht nachgewiesen ist, sofern eine gewisse Möglichkeit für einen Erfolg besteht. Diesen Spielraum hat das Bundesverfassungsgericht in einer Entscheidung aus dem Jahr 2005 bestätigt.
Aus der Sorgfaltspflicht resultiert die Rechtspflicht zur Fortbildung. Ein Arzt kann sich bei Behandlungsfehlern jedenfalls nicht auf mangelnde Erfahrung oder ungenügende Ausbildung berufen.
Einschränkungen der Therapiefreiheit bestehen bei der Auswahl zwischen äquivalenten Verfahren und der Entscheidungsfreiheit des Patienten. Gegen den Willen eines Patienten dürfen keine Maßnahmen durchgeführt werden. Bei äquivalenten Verfahren sind der Risikograd und die Erfolgswahrscheinlichkeit zu berücksichtigen. Im Rahmen der gesetzlichen Krankenversicherung ist ferner das Wirtschaftlichkeitsgebot zu beachten.
Bei den neueren Managed-Care-Ansätzen in der Gesundheitsversorgung dient die Therapiefreiheit regelmäßig als Argument für die skeptische Haltung der Ärzteschaft gegenüber der geforderten leitliniengerechten Behandlung der evidenzbasierten Medizin. Die Leistungserbringer befürchten hier eine unzulässige Einschränkung ihrer Therapiefreiheit zugunsten der so genannten „Kochbuchmedizin“.